# Catapleura
Catapleura — вимерлий рід морських прихованошийних черепах вимерлої родини Thalassemyidae. Рід існував з кінця крейдяного періоду по еоцен (70,6-48 млн років тому). Скам'янілі рештки представників роду знайдені у США та Бельгії.

## Види
- Catapleura ponderosa
- Catapleura repanda